# تي-34
دبابة تي-34 هي دبابة متوسطة سوفيتية أنتجت بدءًا من 1940 إلى 1958م. توصف هذه الدبابة بأنها الأفضل حينما دخل الاتحاد السوفيتي الحرب العالمية الثانية، وبالرغم من أن دبابات أخرى تفوقت عليها لاحقاً من حيث التدريع والأسلحة، إلا أنها تعتبر الأكفأ والأكثر تأثيرا من حيث التأثير وتم تصدير الدبابة لعدة دول حليفة.تميزت بمدفعها القوي عيار 76.2 مم الذي تفوق على العديد من الدبابات المعاصرة في ذلك الوقت، بالإضافة إلى درعها المائل بزاوية 60 درجة الذي وفر حماية فعالة ضد الأسلحة المضادة للدروع. كان لهذه الدبابة تأثير عميق على مجريات القتال في الجبهة الشرقية وأثرت بشكل دائم على تصميم الدبابات اللاحقة. على الرغم من إشادة القادة الألمان بها عند مواجهتها خلال عملية بارباروسا، إلا أن تسليحها ودرعها تجاوزتهما دبابات أخرى لاحقًا في الحرب. تمثلت القوة الرئيسية لتي-34 في تكلفتها المنخفضة ووقت إنتاجها القصير، مما مكن القوات السوفيتية من مواجهة القوات الألمانية المدرعة بأعداد تفوقها عِدة مرات. كما شكلت هذه الدبابة عنصرًا حاسمًا في التشكيلات الميكانيكية التي كانت أساس استراتيجية المعركة العميقة السوفيتية.  
ظلت تي-34 العمود الفقري للقوات المدرعة السوفيتية طوال فترة الحرب، مع الحفاظ على مواصفاتها الأساسية دون تغيير يذكر حتى مطلع عام 1944م عندما تم تعزيز قوتها النارية بإدخال الطراز المحسن تي-34-85. تم تحسين أساليب إنتاجها باستمرار وتبسيطها لتلبية متطلبات الجبهة الشرقية، مما جعل تصنيع تي-34 أسرع وأقل تكلفة. أنتج السوفييت في النهاية أكثر من 80,000 دبابة من جميع طرازات تي-34، مما سمح بنشر أعداد متزايدة منها على الرغم من فقدان عشرات الآلاف في القتال ضد الفيرماخت الألماني.
بعد أن حلت محل العديد من الدبابات الخفيفة والمتوسطة في خدمة الجيش الأحمر، أصبحت تي-34 أكثر الدبابات إنتاجًا خلال الحرب، وكذلك ثاني أكثر دبابة إنتاجًا على الإطلاق بعد سلسلة تي-54/تي-55 التي خلفتها. مع 44,900 دبابة فقدت أو تضررت خلال الحرب، عانت تي-34 أيضًا من أعلى معدل خسائر بين الدبابات في التاريخ. أدى تطورها مباشرة إلى ظهور دبابة تي-44، ثم سلسلة تي-54 وتي-55 من الدبابات، التي تطورت بدورها إلى تي-62 اللاحقة، والتي تشكل الآن العمود الفقري للقوات المدرعة في العديد من الجيوش الحديثة. تم تصدير طرازات تي-34 على نطاق واسع بعد الحرب العالمية الثانية، وما زال أكثر من 80 دبابة منها في الخدمة حتى عام 2023م.

## صور

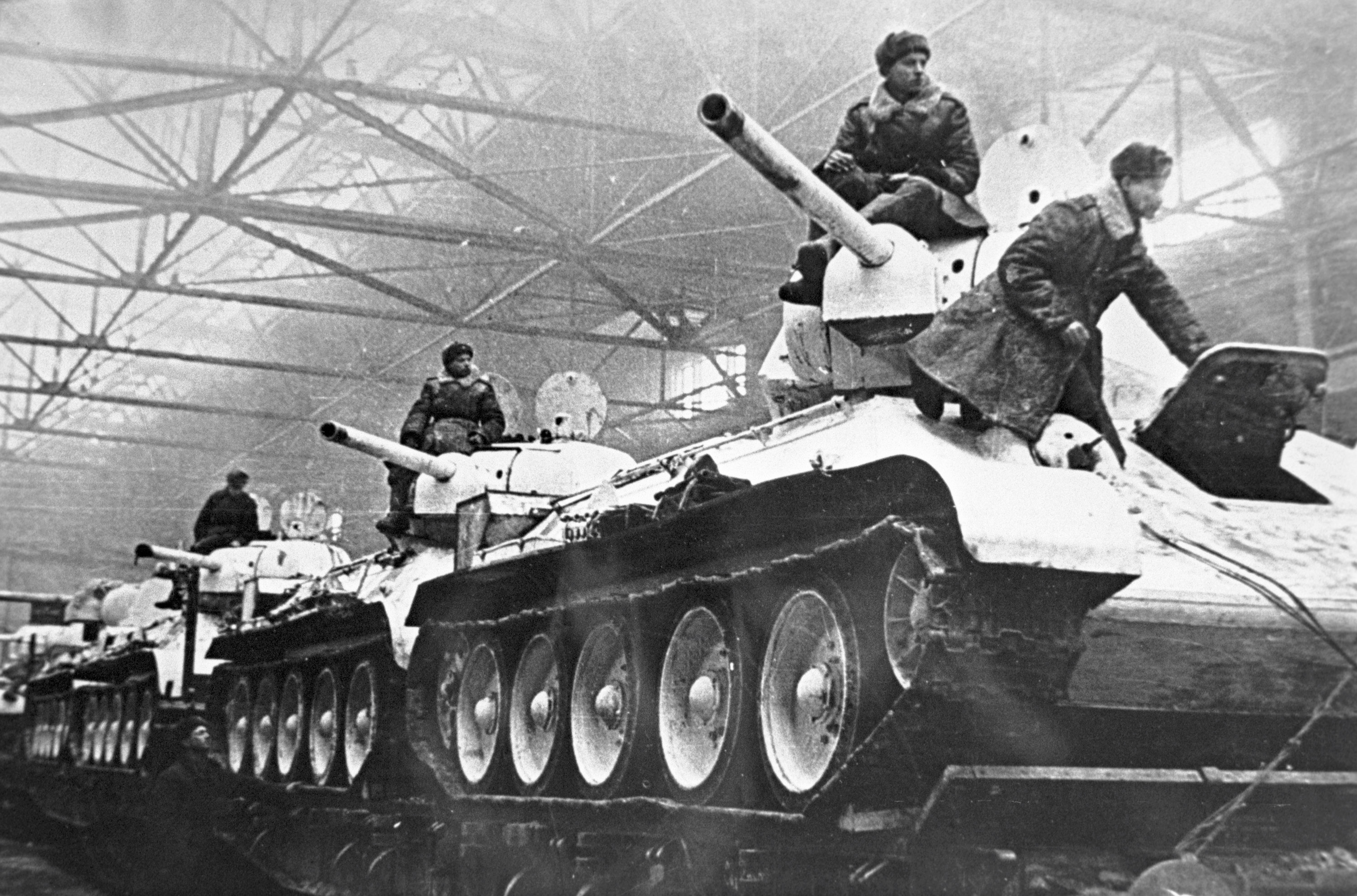
دبابات تي-٣٤ تستعد لدخول الخط الأمامية عام ١٩٤٢م.
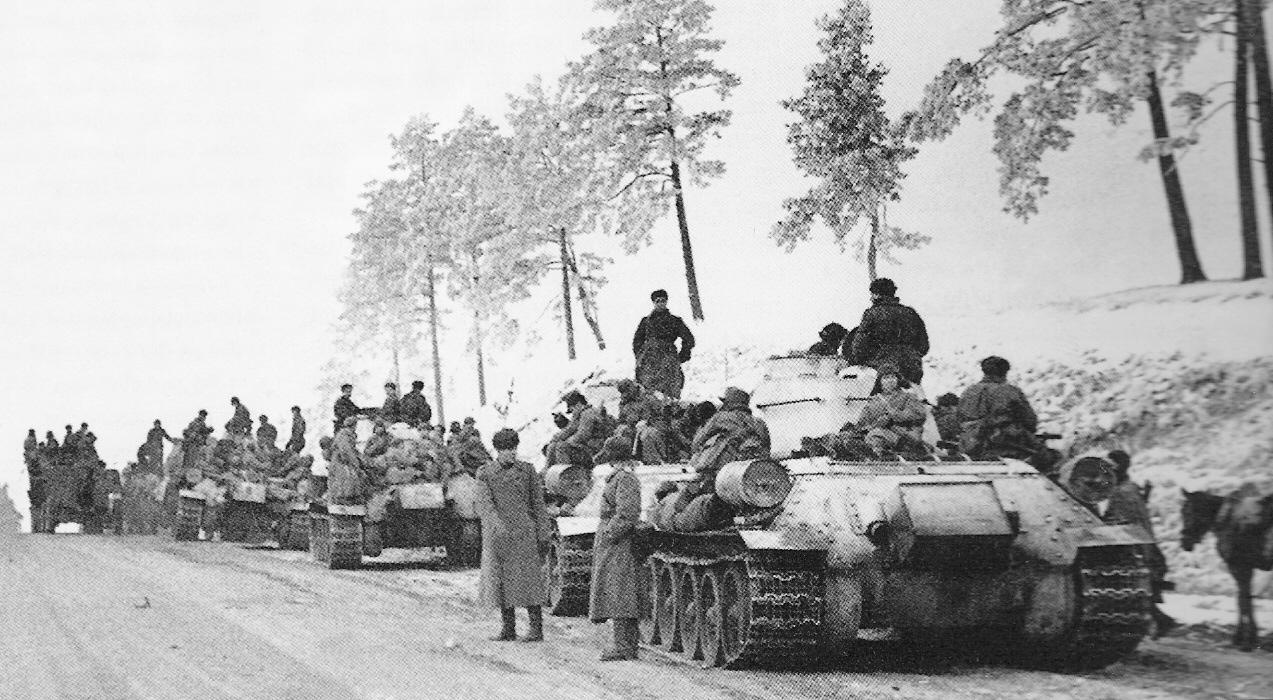
دبابات تي-٣٤ تستعد لهجوم جيتومير-بيرديتشيف عام ١٩٤٤م.
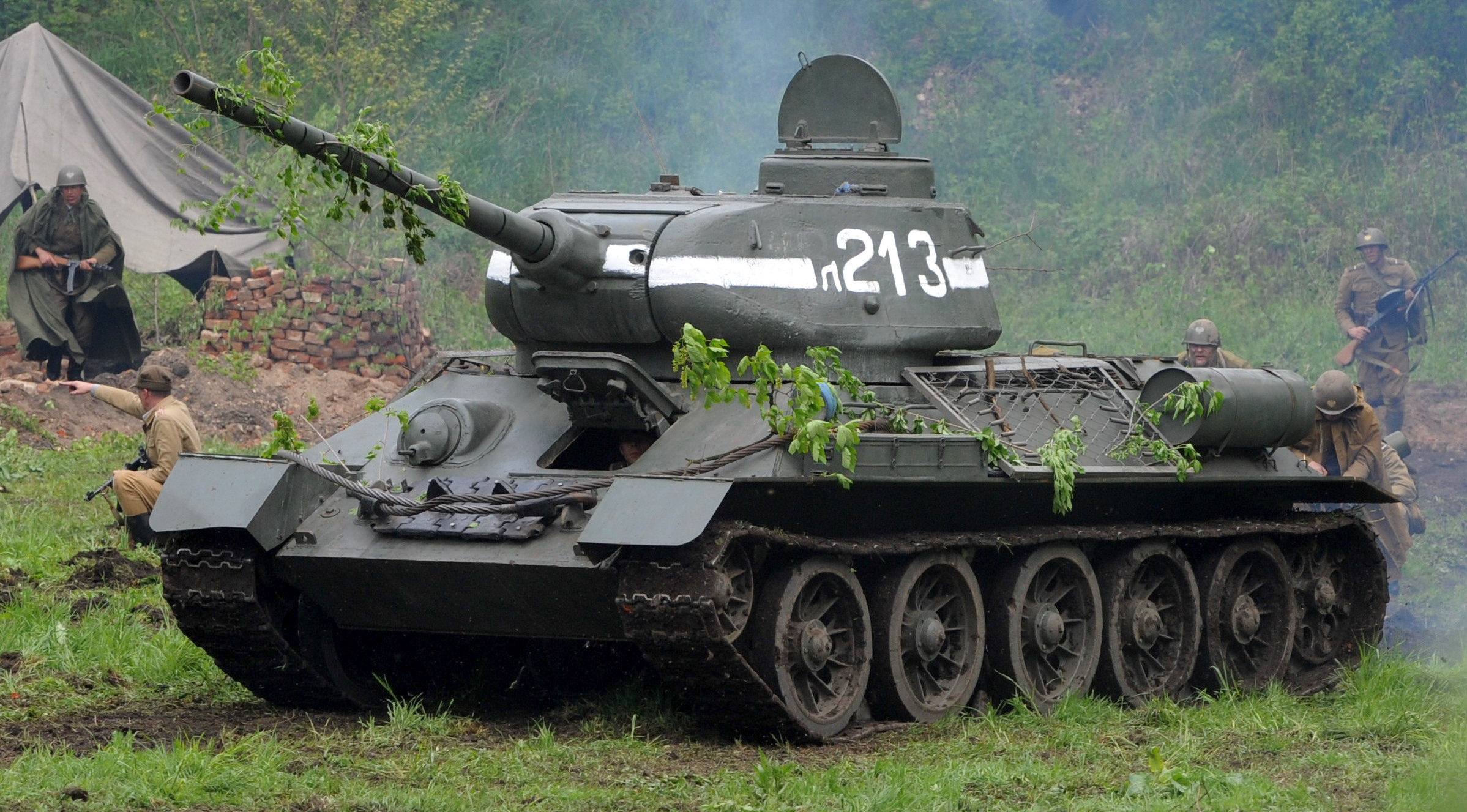
دبابة تي-34 خلال إعادة تمثيل لمعركة برلين.
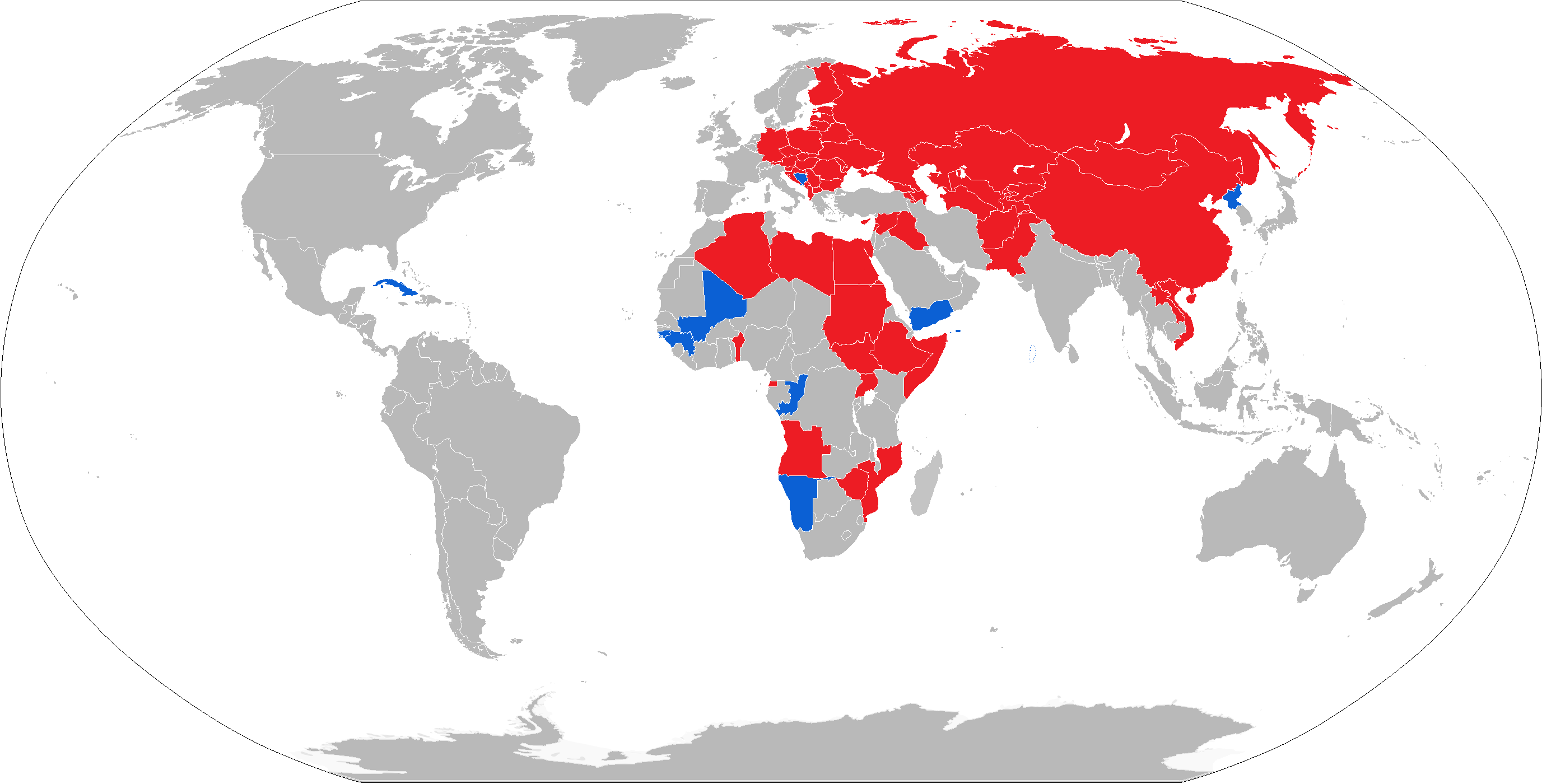
الدول المستعملة سابقًا (أحمر) والحالية (أزرق).

## طالع أيضًا
- إنتاج الاتحاد السوفيتي من المركبات القتالية المدرعة خلال الحرب العالمية الثانية

## وصلات خارجية
- دببابات متوسطة على موقع battlefield.ru
- التي-34